# Tuyến Keihin-Tōhoku
Tuyến Keihin-Tōhoku (京浜東北線 (Kinh Tân Đông Bắc Tuyến) Keihin-tōhoku-sen), là một tuyến đường sắt ở Nhật Bản kết nối các thành phố Saitama, Kawaguchi, Tokyo, Kawasaki và Yokohama. Nó nằm trong mạng lưới đường sắt của Công ty Đường sắt Đông Nhật Bản (JR East). Tên chữ Hán của tuyến có nguồn gốc từ các chữ Hán của Tokyo (東京 (Đông Kinh)), Yokohama (横浜 (Hoành Tân)) và Tuyến Tōhoku Chính (東北本線 (Đông Bắc Bản Tuyến) Tohoku-honsen). Tuyến Keihin-Tōhoku là một phần của Tuyến Tōhoku Chính và Tuyến Tōkaidō Chính. Giữa Ueno và Akabane, Tuyến Keihin-Tohoku và Tohoku Chính được chia tách vật lý thành các đoạn đường sắt riêng biệt.
Tất cả các tàu chạy trên Tuyến Keihin-Tōhoku sẽ chạy tiếp nối với Tuyến Negishi giữa các ga Yokohama và Ōfuna. Do vậy, dịch vụ giữa Ōmiya và Ōfuna cũng có tên chính thức khác là Tuyến Keihin-Tōhoku—Negishi (京浜東北線・根岸線 (Kinh Banh Đông Bắc Tuyến - Căn Ngạn Tuyến) Keihin-Tōhoku-sen・Negishi-sen) trong các bản đồ hệ thống và các tờ rơi hướng dẫn sử dụng tàu điện. Các tàu phục vụ Tuyến Keihin-Tōhoku—Negishi có thể nhận biết bởi sọc xanh da trời trên thân (Ký hiệu màu của tuyến trên bản đồ cũng là màu xanh da trời này).

## Khái quát dịch vụ
Các chuyến tàu cách nhau 2–3 phút vào giờ cao điểm, và 5 phút vào ban ngày, thưa hơn vào thời gian còn lại. Đa phần, các tàu đều chạy dưới hình thức "Local" (各駅停車 (Các Dịch Đình Xa) Kakueki-Teisha, Tàu dừng mọi ga), dừng lại ở tất cả các ga xuyên suốt toàn tuyến. Tuy nhiên, vào thời điểm ban ngày, sẽ có một số tàu "Cao tốc" (快速 (Khoái Tốc) kaisoku). Các tàu cao tốc sẽ bỏ qua một vài ga ở trung tâm Tokyo, phần mà tuyến này chạy song song với Tuyến Yamanote.

## Danh sách nhà ga
- Tàu local dừng lại ở tất cả các ga. Các tàu cao tốc dừng lại ở các ga có ký hiệu "●" và "■" vào ngày thường. Các ga có ký hiệu "■" cho phép chuyển sang Tuyến Yamanote không cần ra-vào lại cửa soát vé. Các ga có ký hiệu "▲" chỉ được tàu cao tốc dừng vào cuối tuần và các ngày nghỉ lễ Quốc gia.

| Tên tuyến                                                             | Số hiệu          | Ga                 | Hán tự         | Khoảng cách (km) | Khoảng cách (km) | Khoảng cách (km) | Cao tốc | Có thể chuyển tuyến | Địa điểm           | Địa điểm | Địa điểm |
| Tên tuyến                                                             | Số hiệu          | Ga                 | Hán tự         | Giữa các ga      | Từ ga            | Từ ga            | Cao tốc | Có thể chuyển tuyến | Địa điểm           | Địa điểm | Địa điểm |
| Tên tuyến                                                             | Số hiệu          | Ga                 | Hán tự         | Giữa các ga      | Ōmiya            | Tokyo            | Cao tốc | Có thể chuyển tuyến | Địa điểm           | Địa điểm | Địa điểm |
| --------------------------------------------------------------------- | ---------------- | ------------------ | -------------- | ---------------- | ---------------- | ---------------- | --- | --- | ------------------ | -------- | -------- |
| Tuyến Tōhoku Chính                                                    | OMYJK47          | Ōmiya              | 大宮           | -                | 0,0              | 30,3             | ● | - Tohoku Shinkansen - Yamagata Shinkansen - Akita Shinkansen - Joetsu Shinkansen - Hokuriku Shinkansen - JU Tuyến Utsunomiya - JU Tuyến Takasaki - JS Tuyến Shōnan-Shinjuku - JA Tuyến Saikyō - Tuyến Kawagoe - TD Tuyến Tobu Urban Park - Tuyến Ina (New Shuttle)                                                      | Ōmiya-ku, Saitama  | Saitama  |          |
| Tuyến Tōhoku Chính                                                    | JK46             | Saitama-Shintoshin | さいたま新都心 | 1,6              | 1,6              | 28,7             | ● | - JU Tuyến Utsunomiya - JU Tuyến Takasaki | Ōmiya-ku, Saitama  | Saitama  |          |
| Tuyến Tōhoku Chính                                                    | JK45             | Yono               | 与野           | 1,1              | 2,7              | 27,6             | ● | | Urawa-ku, Saitama  | Saitama  |          |
| Tuyến Tōhoku Chính                                                    | JK44             | Kita-Urawa         | 北浦和         | 1,6              | 4,3              | 26,0             | ● | | Urawa-ku, Saitama  | Saitama  |          |
| Tuyến Tōhoku Chính                                                    | URWJK43          | Urawa              | 浦和           | 1,8              | 6,1              | 24,2             | ● | - JU Tuyến Utsunomiya - JU Tuyến Takasaki - JS Tuyến Shōnan-Shinjuku | Urawa-ku, Saitama  | Saitama  |          |
| Tuyến Tōhoku Chính                                                    | JK42             | Minami-Urawa       | 南浦和         | 1,7              | 7,8              | 22,5             | ● | JM Tuyến Musashino | Minami-ku, Saitama | Saitama  |          |
| Tuyến Tōhoku Chính                                                    | JK41             | Warabi             | 蕨             | 2,8              | 10,6             | 19,7             | ● | | Warabi             | Saitama  |          |
| Tuyến Tōhoku Chính                                                    | JK40             | Nishi-Kawaguchi    | 西川口         | 1,9              | 12,5             | 17,8             | ● | | Kawaguchi          | Saitama  |          |
| Tuyến Tōhoku Chính                                                    | JK39             | Kawaguchi          | 川口           | 2,0              | 14,5             | 15,8             | ● | | Kawaguchi          | Saitama  |          |
| Tuyến Tōhoku Chính                                                    | ABNJK38          | Akabane            | 赤羽           | 2,6              | 17,1             | 13,2             | ● | - JU Tuyến Utsunomiya - JU Tuyến Takasaki - JS Tuyến Shōnan-Shinjuku - JA Tuyến Saikyō | Kita               | Tokyo    |          |
| Tuyến Tōhoku Chính                                                    | JK37             | Higashi-Jūjō       | 東十条         | 1,8              | 18,9             | 11,4             | ● | | Kita               | Tokyo    |          |
| Tuyến Tōhoku Chính                                                    | JK36             | Ōji                | 王子           | 1,5              | 20,4             | 9,9              | ● | - N Tuyến Tokyo Metro Namboku (N-16) - Tuyến xe điện Tokyo Sakura (Ōji) | Kita               | Tokyo    |          |
| Tuyến Tōhoku Chính                                                    | JK35             | Kami-Nakazato      | 上中里         | 1,1              | 21,5             | 8,8              | ● | | Kita               | Tokyo    |          |
| Tuyến Tōhoku Chính                                                    | JK34             | Tabata             | 田端           | 1,7              | 23,2             | 7,1              | ■ | JY Tuyến Yamanote | Kita               | Tokyo    |          |
| Tuyến Tōhoku Chính                                                    | JK33             | Nishi-Nippori      | 西日暮里       | 0,8              | 24,0             | 6,3              | ｜ | - JY Tuyến Yamanote - C Tuyến Tokyo Metro Chiyoda (C-16) - Nippori-Toneri Liner (02) | Arakawa            | Tokyo    |          |
| Tuyến Tōhoku Chính                                                    | NPRJK32          | Nippori            | 日暮里         | 0,5              | 24,5             | 5,8              | ｜ | - JY Tuyến Yamanote - JJ Tuyến Jōban (Cao tốc) - KS Tuyến Keisei Chính - Nippori-Toneri Liner (01) | Arakawa            | Tokyo    |          |
| Tuyến Tōhoku Chính                                                    | JK31             | Uguisudani         | 鶯谷           | 1,1              | 25,6             | 4,7              | ｜ | JY Tuyến Yamanote | Taitō              | Tokyo    |          |
| Tuyến Tōhoku Chính                                                    | UENJK30          | Ueno               | 上野           | 1,1              | 26,7             | 3,6              | ■ | - Tohoku Shinkansen - Yamagata Shinkansen - Akita Shinkansen - Joetsu Shinkansen - Hokuriku Shinkansen - JY Tuyến Yamanote - JU Tuyến Utsunomiya - JU Tuyến Takasaki - JJ Tuyến Jōban - ■ Tuyến Ueno–Tokyo - G Tuyến Tokyo Metro Ginza (G-16) - H Tuyến Tokyo Metro Hibiya (H-17) - KS Tuyến Keisei Chính (Keisei Ueno) | Taitō              | Tokyo    |          |
| Tuyến Tōhoku Chính                                                    | JK29             | Okachimachi        | 御徒町         | 0,6              | 27,3             | 3,0              | ▲ | - JY Tuyến Yamanote - E Tuyến Toei Oedo (Ueno-okachimachi, E-09) - G Tuyến Tokyo Metro Ginza (Ueno-hirokoji, G-15) - H Tuyến Tokyo Metro Hibiya (Naka-okachimachi, H-16) | Taitō              | Tokyo    |          |
| Tuyến Tōhoku Chính                                                    | AKBJK28          | Akihabara          | 秋葉原         | 1,0              | 28,3             | 2,0              | ■ | - JY Tuyến Yamanote - JB Tuyến Chūō-Sōbu - H Tuyến Tokyo Metro Hibiya (H-15) - Tsukuba Express (01) | Chiyoda            | Tokyo    |          |
| Tuyến Tōhoku Chính                                                    | KNDJK27          | Kanda              | 神田           | 0,7              | 29,0             | 1,3              | ■ | - JY Tuyến Yamanote - JC Tuyến Chūō - G Tuyến Tokyo Metro Ginza (G-13) | Chiyoda            | Tokyo    |          |
| Tuyến Tōhoku Chính                                                    | TYOJK26          | Tokyo              | 東京           | 1,3              | 30,3             | 0,0              | ■ | - Tohoku Shinkansen - Joetsu Shinkansen - Hokuriku Shinkansen - JY Tuyến Yamanote - JC Tuyến Chūō - JT Tuyến Tōkaidō - ■ Tuyến Ueno–Tokyo - JO Tuyến Sōbu (Cao tốc) - JO Tuyến Yokosuka - JE Tuyến Keiyō - Tokaido Shinkansen - M Tuyến Tokyo Metro Marunouchi (M-17)                                                   | Chiyoda            | Tokyo    |          |
| Tuyến Tōkaidō Chính                                                   |                  | Tokyo              | 東京           | 1,3              | 30,3             | 0,0              | ■ | - Tohoku Shinkansen - Joetsu Shinkansen - Hokuriku Shinkansen - JY Tuyến Yamanote - JC Tuyến Chūō - JT Tuyến Tōkaidō - ■ Tuyến Ueno–Tokyo - JO Tuyến Sōbu (Cao tốc) - JO Tuyến Yokosuka - JE Tuyến Keiyō - Tokaido Shinkansen - M Tuyến Tokyo Metro Marunouchi (M-17)                                                   | Chiyoda            | Tokyo    |          |
| JK25                                                                  | Yūrakuchō        | 有楽町             | 0,8            | 31,1             | 0,8              | ｜               | - JY Tuyến Yamanote - Y Tuyến Tokyo Metro Yurakucho (Y-18) - H Tuyến Tokyo Metro Hibiya (Hibiya, H-07) - C Tuyến Tokyo Metro Chiyoda (Hibiya, C-09) - I Tuyến Toei Mita (Hibiya, I-08)                                                                                        | | Chiyoda            | Tokyo    |          |
| SMBJK24                                                               | Shimbashi        | 新橋               | 1,1            | 32,2             | 1,9              | ｜               | - JY Tuyến Yamanote - JT Tuyến Tōkaidō - JO Tuyến Yokosuka - G Tuyến Tokyo Metro Ginza (G-08) - A Tuyến Toei Asakusa (A-10) - Tuyến Yurikamome (U-01) | Minato |                    | Tokyo    |          |
| HMCJK23                                                               | Hamamatsuchō     | 浜松町             | 1,2            | 33,4             | 3,1              | ■                | - JY Tuyến Yamanote - MO Tokyo Monorail - A Tuyến Toei Asakusa (Daimon, A-09) - E Tuyến Toei Oedo (Daimon, E-20) | Minato |                    | Tokyo    |          |
| JK22                                                                  | Tamachi          | 田町               | 1,5            | 34,9             | 4,6              | ■                | - JY Tuyến Yamanote - A Tuyến Toei Asakusa (Mita, A-08) - I Tuyến Toei Mita (Mita, I-04) | Minato |                    | Tokyo    |          |
| JK21                                                                  | Takanawa Gateway | 高輪ゲートウェイ   |                |                  |                  |                  | Kế hoạch mở vào năm 2020 cho phép chuyển tuyến với JY Tuyến Yamanote | Minato |                    | Tokyo    |          |
| SGWJK20                                                               | Shinagawa        | 品川               | 2,2            | 37,1             | 6,8              | ●                | - JY Tuyến Yamanote - JO Tuyến Yokosuka - JT Tuyến Tōkaidō - Tokaido Shinkansen - KK Tuyến Keikyu Chính | |                    | Tokyo    |          |
| JK19                                                                  | Ōimachi          | 大井町             | 2,4            | 39,5             | 9,2              | ●                | - OM Tuyến Tōkyū Ōimachi - R Tuyến Rinkai | Shinagawa |                    | Tokyo    |          |
| JK18                                                                  | Ōmori            | 大森               | 2,2            | 41,7             | 11,4             | ●                | | Ōta |                    | Tokyo    |          |
| JK17                                                                  | Kamata           | 蒲田               | 3,0            | 44,7             | 14,4             | ●                | - IK Tuyến Tokyu Ikegami - TM Tuyến Tokyu Tamagawa | Ōta |                    |          |          |
| KWSJK16                                                               | Kawasaki         | 川崎               | 3,8            | 48,5             | 18,2             | ●                | - JT Tuyến Tōkaidō - JN Tuyến Nambu - KK Tuyến Keikyu Main (Keikyū Kawasaki) - KK Tuyến Keikyu Daishi (Keikyū Kawasaki) | Kawasaki-ku, Kawasaki | Kanagawa           |          |          |
| JK15                                                                  | Tsurumi          | 鶴見               | 3,5            | 52,0             | 21,7             | ●                | - JI Tuyến Tsurumi - KK Tuyến Keikyu Chính (Keikyū Tsurumi) | Tsurumi-ku, Yokohama | Kanagawa           |          |          |
| JK14                                                                  | Shin-Koyasu      | 新子安             | 3,1            | 55,1             | 24,8             | ●                | KK Tuyến Keikyu Chính (Keikyū Shinkoyasu) | Kanagawa-ku, Yokohama | Kanagawa           |          |          |
| JK13                                                                  | Higashi-Kanagawa | 東神奈川           | 2,2            | 57,3             | 27,0             | ●                | - JH Tuyến Yokohama (tiếp nối JK Tuyến Negishi đi Sakuragichō) - KK Tuyến Keikyu Chính (Nakakido) | Kanagawa-ku, Yokohama | Kanagawa           |          |          |
| YHMJK12                                                               | Yokohama         | 横浜               | 1,8            | 59,1             | 28,8             | ●                | - JK Tuyến Negishi (tiếp nối dịch vụ) - JH Tuyến Yokohama - JO Tuyến Yokosuka - JS Tuyến Shōnan-Shinjuku - JT Tuyến Tōkaidō - TY Tuyến Tokyu Toyoko - KK Tuyến Keikyu Chính - Tuyến Sotetsu Chính - Tuyến đường sắt ngầm đô thị Yokohama Tuyến Blue (B20) - Tuyến Minatomirai | Nishi-ku, Yokohama | Kanagawa           |          |          |
| Tiếp nối dịch vụ với JK Tuyến Negishi đi Sakuragichō, Isogo, và Ōfuna |                  |                    |                |                  |                  |                  | | |                    |          |          |

## Các thế hệ tàu

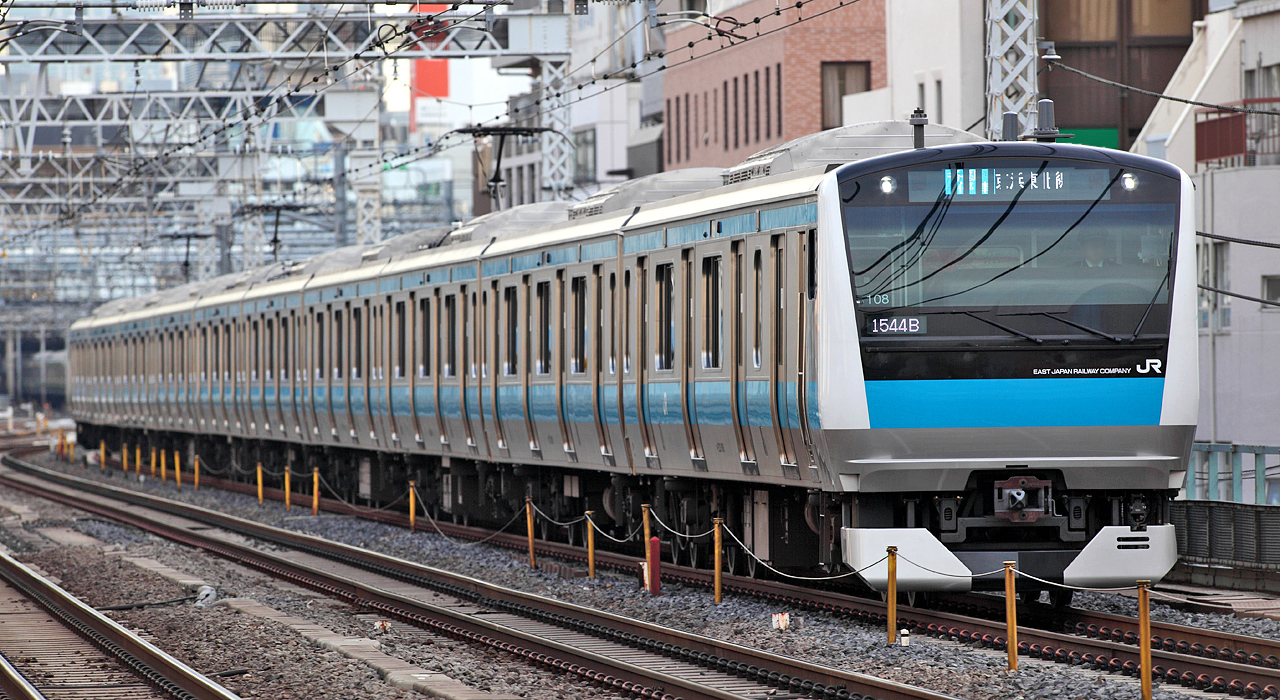
Một tàu điện Tuyến Keihin-Tohoku dòng E233-1000, tháng 3 năm 2009

Tới tháng 1 năm 2010, toàn bộ tàu phục vụ Tuyến Keihin-Tohoku là tàu điện 10 toa dòng E233-1000. Những tàu này thay thế dần dần thế hệ cũ dòng 209 10 toa từ tháng 12 năm 2007, và hoàn thành vào ngày 24 tháng 1 năm 2010. Toàn bộ các tàu tuyến Keihin-Tohoku được bảo dưỡng tại trạm Urawa Depot. Các tàu điện 8 toa của Tuyến Yokohama dòng E233-6000 cũng được vận hành tiếp nối Tuyến Keihin-Tohoku giữa ga Higashi-Kanagawa và ga Ofuna.

### Dịch vụ trên Tuyến Keihin-Tohoku & Tuyến Negishi
- Tàu điện 10 toa dòng E233-1000 (sọc xanh da trời) (từ tháng 12 năm 2007)[1]

### Dịch vụ nối tiếp Tuyến Yokohama
- Tàu điện 8 toa dòng E233-6000 (sọc xanh lá sáng/tối) (từ tháng 2 năm 2014)

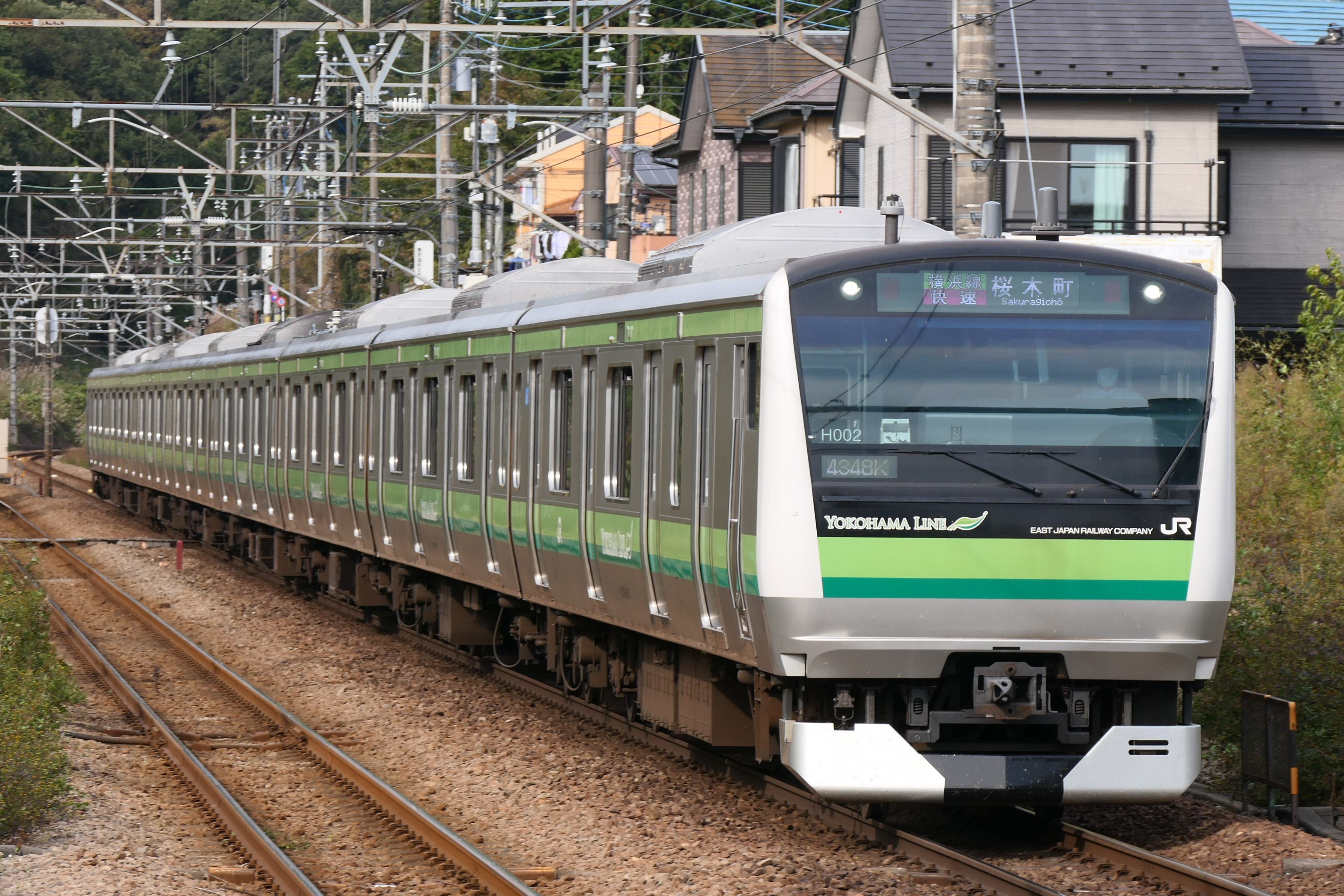
Một tàu điện Tuyến Yokohama dòng E233-6000

### Các thế hệ tàu trước đây
- Tàu điện 8 toa dòng 72 (nâu) (đến tháng 10 năm 1970)
- Tàu điện 10 toa dòng 101 (xanh da trời) (từ tháng 12 năm 1970 đến tháng 3 năm 1978)[1]
- Tàu điện 10 toa dòng 103 (xanh da trời) (từ tháng 10 năm 1965 đến tháng 3 năm 1998)[1]
- Tàu điện 10 toa dòng 205 (xanh da trời) (từ tháng 10 năm 1989 đến tháng 2 năm 1996)[1]
- Tàu điện 10 toa dòng 205 (sọc xanh lá sáng/tối, phục vụ nối tiếp Tuyến Yokohama đến tháng 8 năm 2014)[2]
- Tàu điện 10 toa dòng 209-900 (sọc xanh da trời) (từ tháng 5 năm 1992 đến tháng 8 năm 2007)[3]
- Tàu điện 10 toa dòng 209-0 (sọc xanh da trời) (từ tháng 3 năm 1993 đến tháng 1 năm 2010)[4]
- Tàu điện 10 toa dòng 209-500 (sọc xanh da trời) (từ tháng 1 năm 2001 đến năm 2009)

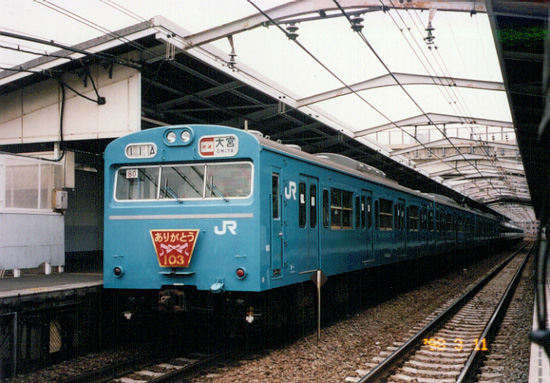
Một tàu Tuyến Keihin-Tohoku dòng 103, tháng 3 năm 1998
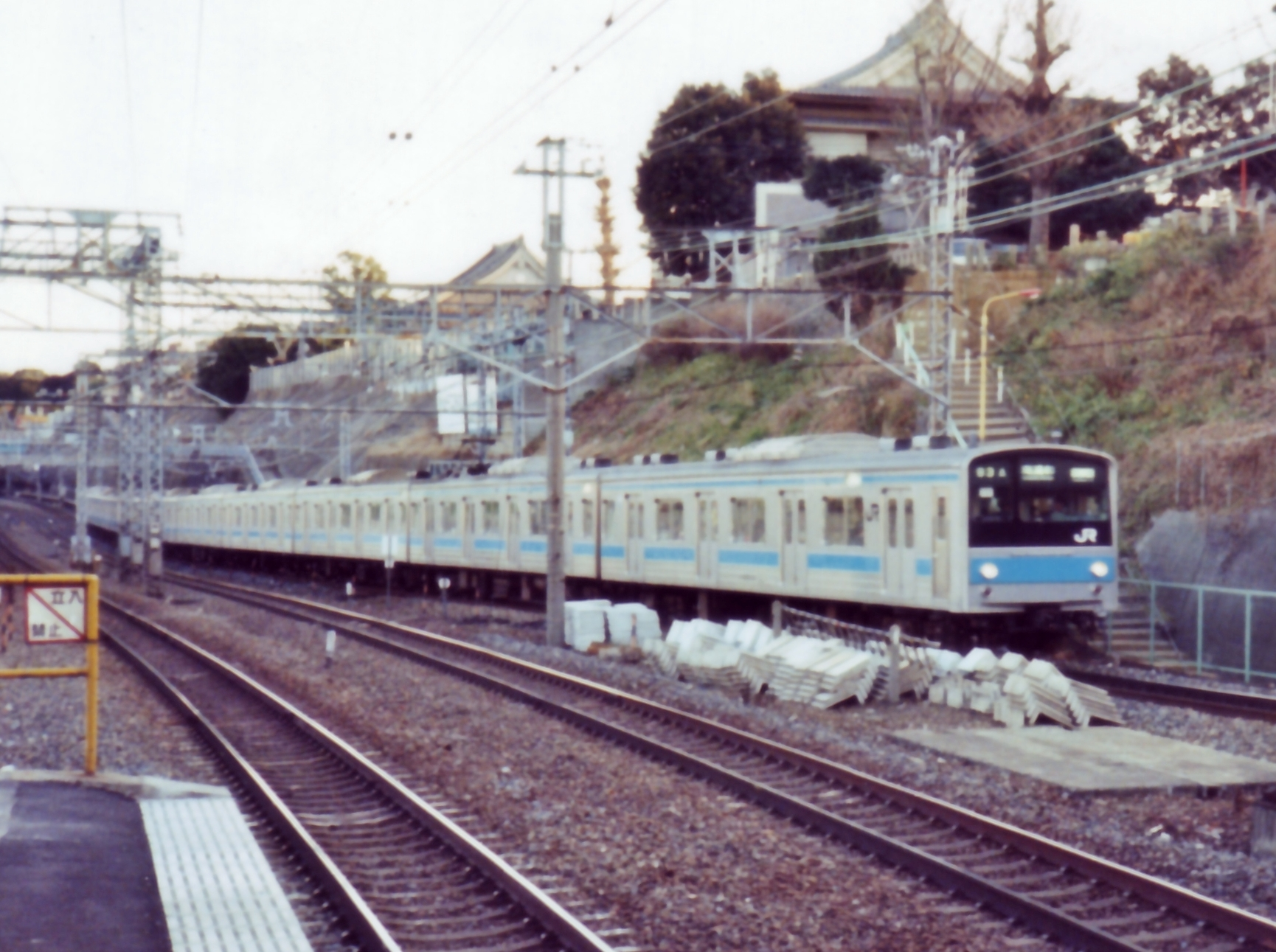
Một tàu Tuyến Keihin-Tohoku dòng 205, tháng 2 năm 1992
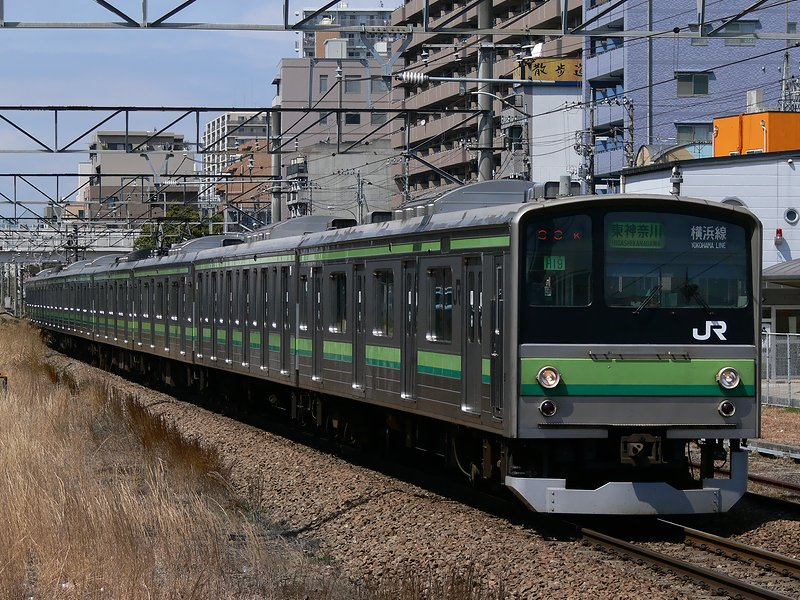
Một tàu dòng 205 của Tuyến Yokohama
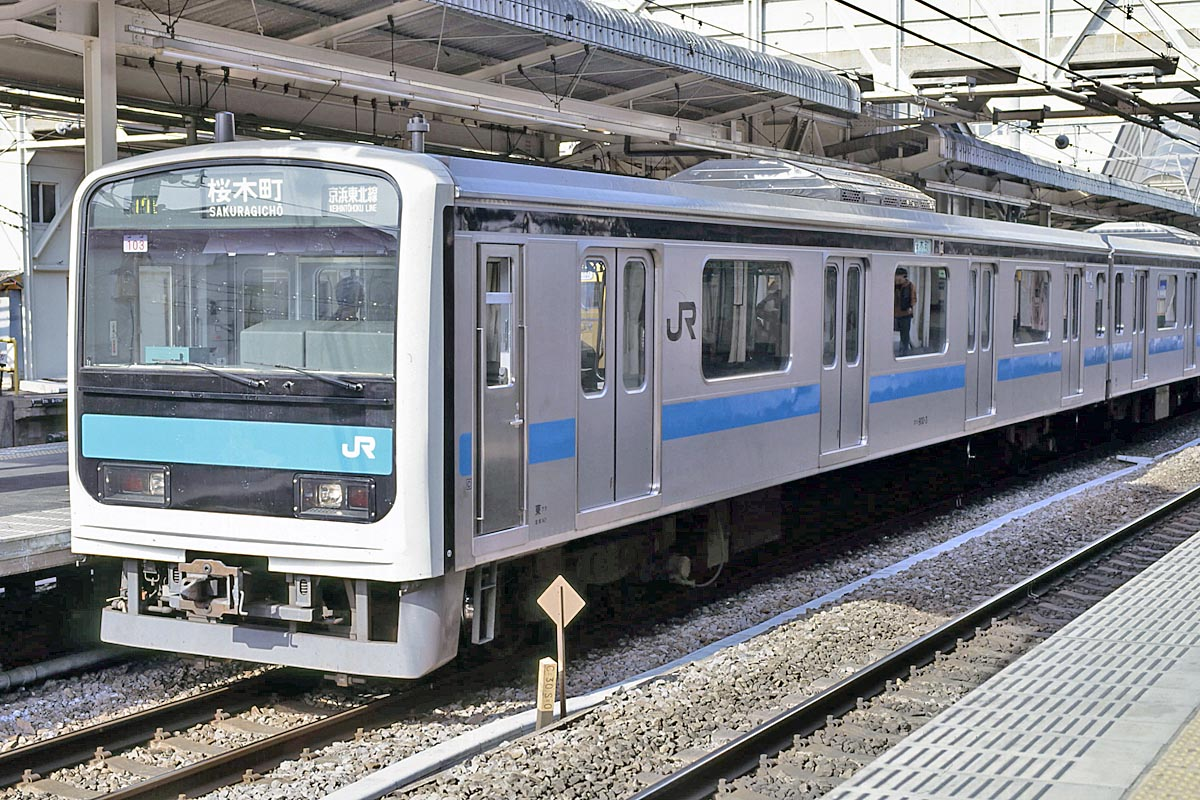
Một tàu Tuyến Keihin-Tohoku dòng 901 (sau là 209-900), tháng 3 năm 1993
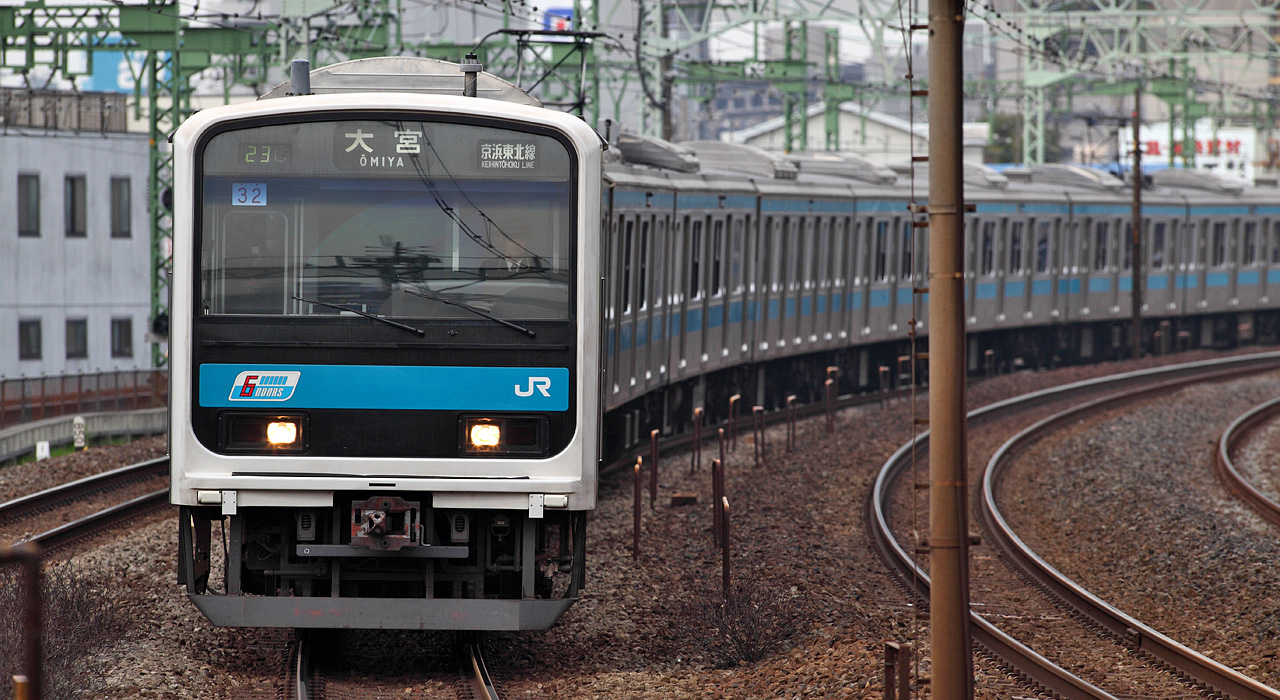
Một tàu Tuyến Keihin-Tohoku dòng 209, tháng 3 năm 2009
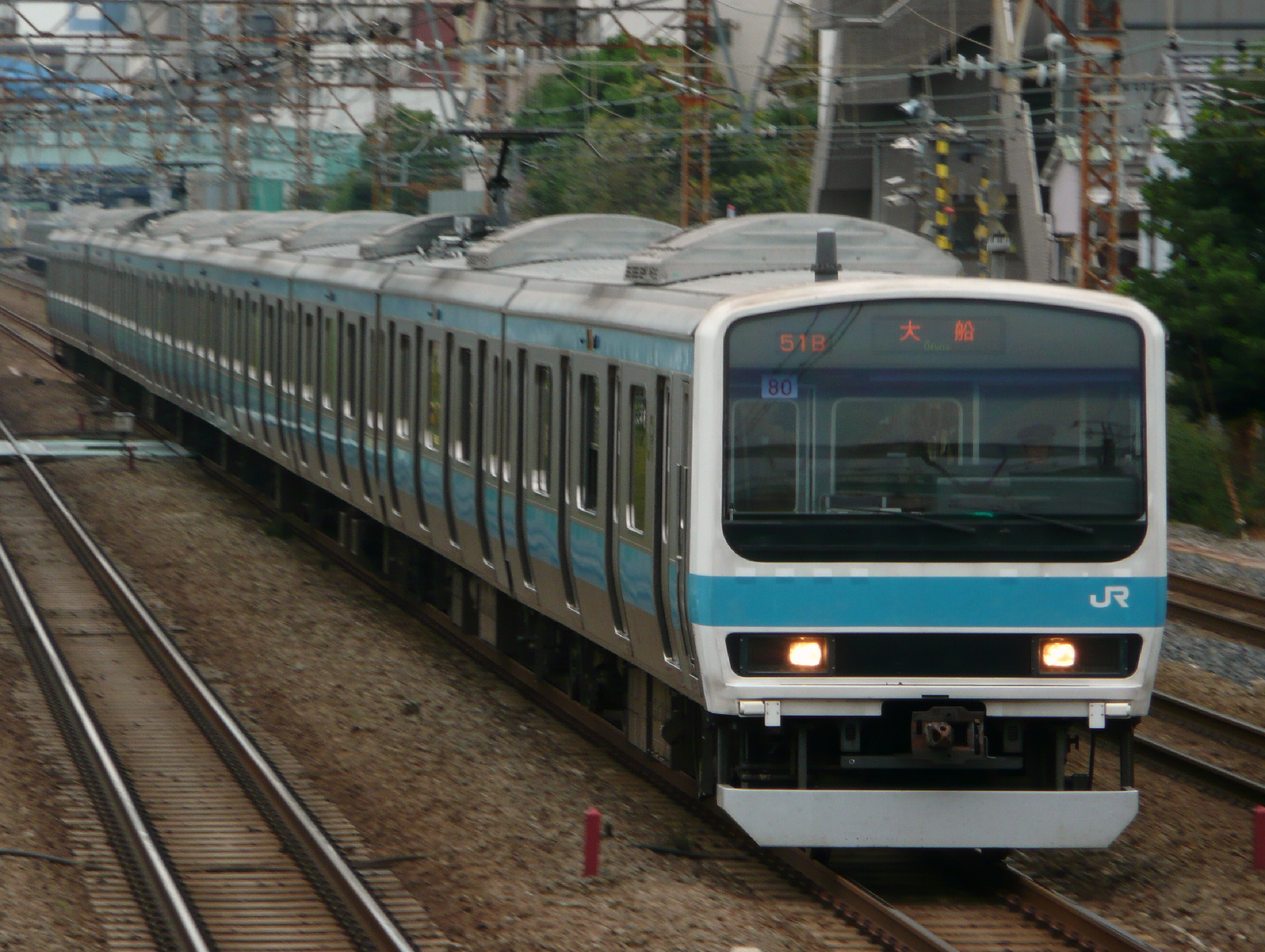
Một tàu Tuyến Keihin-Tohoku dòng 209-500, tháng 11 năm 2008

## Lịch sử

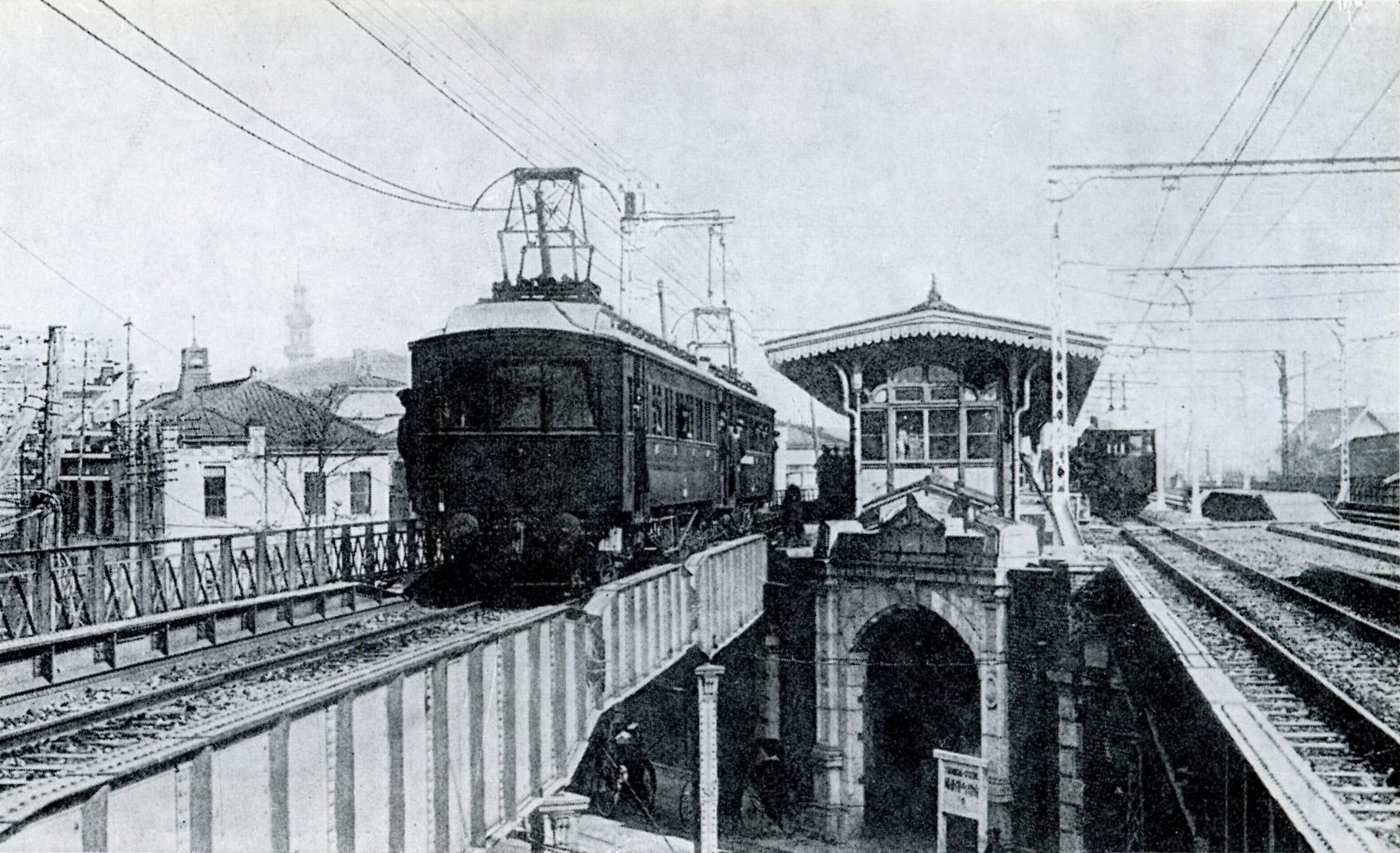
Một đoàn tàu đang vận hành thử trên Tuyến Keihin ở ga Yurakucho năm 1914

Tuyến được ra mắt vào ngày 20 tháng 12 năm 1914, được điện khí hóa và chuyên phục vụ chở khách, kết nối ga Shinagawa ở Tokyo với ga Takashimacho ở Yokohama. (Bến cuối này được đổi tên thành ga Yokohama vào tháng 8 năm 1915, và ga Yokohama cũ đổi tên thành ga Sakuragicho). Ban đầu, tuyến có tên là Tuyến đường sắt điện Tokaido (東海道電車線 (Đông Hải Đạo Điện Xa Tuyến) Tokaido-densha-sen) và sau là Tuyến Keihin (京浜線 (Kinh Banh Tuyến) Keihin-sen). Từ ngày 30 tháng 12 năm 1915, toàn tuyến được mở rộng tới ga mới Sakuragicho.
Tuyến Keihin được mở rộng lên phía Bắc thông qua Tuyến Tohoku Chính tới ga Akabane vào tháng 2 năm 1928, và tới ga Ōmiya vào tháng 9 năm 1932.
Tuyến Keihin ban đầu có các toa hạng ba, toa hạng hai, tương đương với toa thường hiện tại và toa cao cấp - Green Car. Dịch vụ hạng hai bị ngừng vào năm 1938 để phục vụ các toa quân sự đặc biệt trong thời kỳ Chiến tranh Thế giới thứ hai. Các hàng ghế quân sự được chuyển thành phục vụ phụ nữ và trẻ em sau chiến tranh, và chuyển thành kiểu thông thường vào năm 1973 do những lo ngại về tình trạng quá tải hành khách. Dịch vụ hạng hai này sau đó được phục hồi vào những năm 1950 nhưng cũng bị chấm dứt không lâu sau đó.

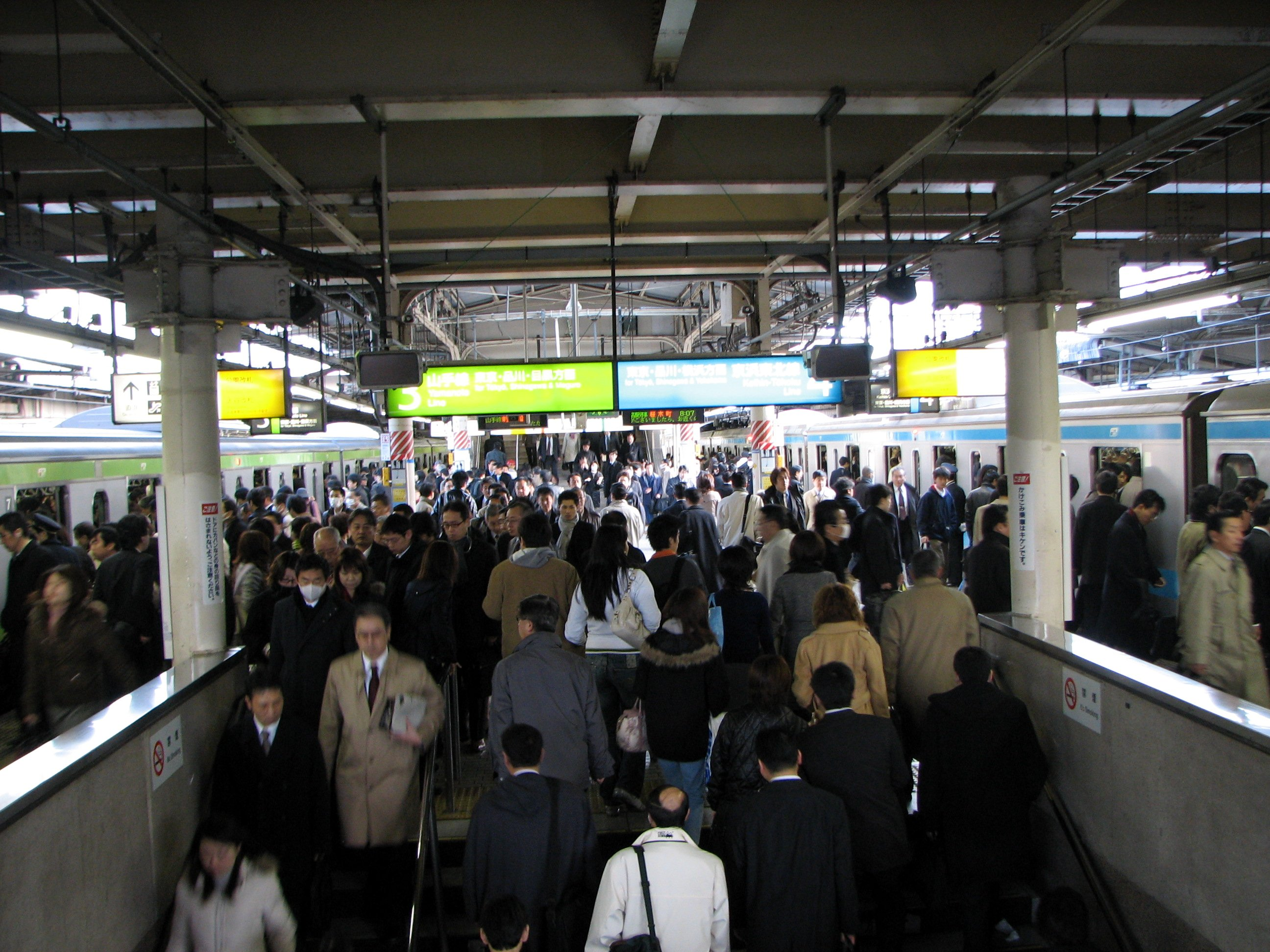
Giờ cao điểm đi làm buổi sáng trên Tuyến Keihin-Tohoku và Yamanote ở ga Ueno

Từ tháng 11 năm 1956, Tuyến Keihin-Tohoku được tách rời hoàn toàn với Tuyến Yamanote giữa Tamachi và Tabata, cho phép chạy được nhiều tuyến hơn. Ngày 19 tháng 5 năm 1964, tuyến được nối thông với Tuyến Negishi. Các tàu 10 toa (dòng 103) bắt đầu hoạt động từ ngày 1 tháng 4 năm 1966.
Các chuyến tàu "Cao tốc" bỏ qua một số ga được ra mắt năm 1988 để giảm bớt tắc nghẽn dọc theo hành lang tuyến Yamanote tốt hơn. Từ ngày 14 tháng 3 năm 2015, tất cả các chuyến cao tốc dừng thêm tại ga Kanda và chỉ dừng tại ga Okachimachi vào cuối tuần và các ngày nghỉ lễ Quốc gia.

## Định hướng phát triển
Tháng 1, 2012, đã có dự kiến xây dựng một ga mới chung cho Tuyến Yamanote và Tuyến Keihin-Tohoku giữa Shinagawa và Tamachi, hiện tại ga mới nhất được thêm vào tuyến là Nishi-Nippori năm 1971. Khoảng cách giữa Shinagawa và Tamachi là 2,2 km, đây là khoảng cách lớn nhất giữa 2 ga trên Tuyến Yamanote. Nhà ga mới sẽ được xây dựng trên khuôn viên 20 hecta; gần như song song với ga Sengakuji của Tuyến Toei Asakusa và Keikyu Chính. Các đường ray của Tuyến Yamanote và Keihin Tohoku Line sẽ được dịch một chút sang phải để gần hơn với tuyến Tokaido Shinkansen hiện tại. Phần phía đông sẽ được tái cấu trúc với các nhà cao tầng, văn phòng, kết nối tốt hơn với tuyến Shinkansen và sân bay Haneda. Nhà ga mới dự định mở cửa vào đúng thời gian Thế vận hội Mùa hè 2020 được tổ chức tại Tokyo.

## Tai nạn
Vào khoảng 1 giờ 11 phút sáng ngày 23 tháng 2 năm 2014, một tàu không hành khách chạy từ Sakuragicho tới Kamata đã va chạm với một thiết bị bảo trì đường ray ở đoạn gần với ga Kawasaki. Hai toa đầu của tàu 10 toa dòng E233 này đã bị trật bánh. Tuy nhiên, do không có hành khách nên chỉ lái tàu và phụ tàu bị thương nhẹ.